# Les Nouvelles calédoniennes
Les Nouvelles calédoniennes est un journal en ligne de la Nouvelle-Calédonie, qui paraît sous forme papier du 15 juin 1971 au 16 mars 2023. Depuis la disparition de son concurrent La France australe en 1979, c'est le seul journal de Nouvelle-Calédonie.
En mars 2023, le journal cesse de paraître avant de réapparaitre pour une diffusion exclusivement en ligne à partir du 2 octobre 2023.

## Historique
Les Nouvelles calédoniennes (LNC) est fondé en 1971 par Roger Brissaud (originaire de Haute-Savoie), Jean Paul Leyaud et Edouard Ventrillon (issus de deux familles calédoniennes). À cette époque, il est en concurrence avec un autre quotidien, La France australe, édité par la Société Le Nickel (SLN). La France australe disparaît en 1979, après 90 ans d'existence, et LNC devient le seul quotidien de Nouvelle-Calédonie.
Les Nouvelles calédoniennes est le seul quotidien d'informations générales du pays. Il ne parait pas le dimanche. Le journal a été marqué politiquement pour le Rassemblement pour la Calédonie dans la République (RPCR) jusqu'au début des années 2000[réf. nécessaire].

Ancien logo du journal utilisé avant 2018.

Il est ensuite devenu neutre, notamment de 2004 à 2008 lorsque Thierry Massé était directeur général et Philippe Minard directeur de la rédaction.[réf. nécessaire].
Le journal a quitté le giron de GHM (Groupe Hersant Média) le 17 mai 2013. Il a été acquis par des investisseurs de Nouvelle-Calédonie. 59 % des parts appartiennent à Jacques Jeandot et sa famille, un concessionnaire automobile incontournable sur l'île, également présent dans le monde bancaire, le marché de l'eau calédonien, etc. Le reste du capital se partage ainsi : 21 % pour la famille Montagnat, propriétaire de mines et 20 % pour Charles Lavoix, ancien propriétaire des magasins locaux des enseignes Casino, Géant et Leader Price. 
Ce rachat a créé une inquiétude lourde parmi le personnel, les repreneurs étant supposés proches du pouvoir calédonien[Qui ?]. Dans le contexte de l'aboutissement des accords de Matignon et de Nouméa, les référendums sur une indépendance ou non de l'île cristallisent les passions localement. Pour leurs détracteurs, le rachat par les nouveaux actionnaires, a été vu comme une volonté de museler les organes d'expression avant les échéances capitales pour l'île[réf. nécessaire].
En avril 2021, le journal est placé en procédure de sauvegarde, ce qui provoque des inquiétudes sur sa possible disparition.
En août 2022, la direction du journal fait savoir à ses salariés que l'édition papier du dernier quotidien local va être arrêtée en raison d'une hausse des prix de fonctionnement et d'un manque de recettes publicitaires. 
À partir du 1er janvier 2023, Les Nouvelles calédoniennes n'existent plus que sur un format web au quotidien du lundi au vendredi tandis qu'un magazine hebdomadaire est imprimé et distribué aux abonnés. Pour le site Outremers 360°, cela marque « la fin d'une ère ». 
Le 16 mars 2023, le journal parait pour la dernière fois.
Le 17 mars 2023, le tribunal de commerce de Nouméa annonce la liquidation judiciaire du groupe Melchior, propriétaire du journal. Holdennha, holding du groupe Dang, est choisie le 2 juin suivant comme repreneur.
Le journal réapparait en ligne à partir du 2 octobre 2023.

## Parution

### Suppléments
- Tous les samedis paraît le supplément Emploi, le supplément des annonces emplois en Nouvelle-Calédonie.  Le Coco TV Mag qui fournit le programme télévisuel de la semaine est distribué avec le quotidien du vendredi pour 200 Franc CFP.
- Les Nouvelles Femmes est le magazine féminin des Nouvelles calédoniennes.
- Les Nouvelles calédoniennes font également paraître assez régulièrement des suppléments à propos de l'automobile et du nautisme (Auto & Moto & Bateau), de la décoration (Construire), de l'économie (Les Nouvelles de l'économie)... Traitant de faits d'actualité du territoire.
- Le journal diffuse également des dossiers.